# Píton-sangüíneo

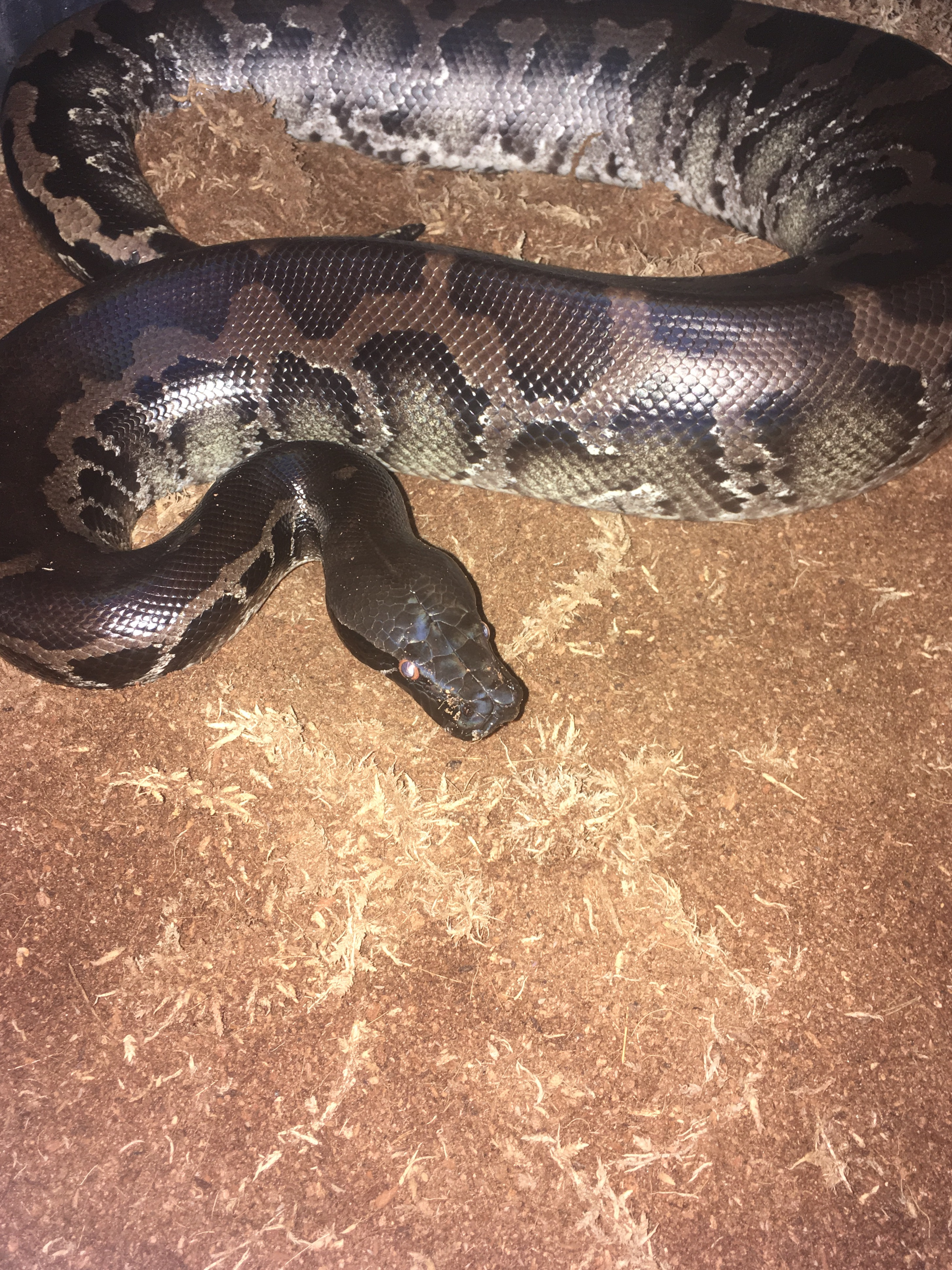
Píton-sanguíneo

O píton-sanguíneo (Python curtus) é uma espécie de cobra píton, nativa da ilha de Sumatra.